# 철서구 (영화)
철서구(중국어: 铁西区)는 중국에서 제작된 왕빙 감독의 2003년 다큐멘터리 영화이다. 1999년부터 2001년 사이 2년에 걸쳐 촬영되었으며 선양시의 산업 지역 톄시구의 느린 위축을 상세히 그리고 있다. 한때 중국 사회주의경제의 활기찬 본보기였다.

## 줄거리
- 철서구 1부 - 녹 (Tie Xi Qu: West Of The Tracks - Part 1: Rust)
- 철서구 2부 - 폐허 (Tie Xi Qu: West Of The Tracks - Part 2: Remnants)
- 철서구 3부 - 철로 (Tie Xi Qu: West Of The Tracks - Part 3: Rails)

## 같이 보기
- 상영 시간순 영화 목록